# Portulaca confertifolia
Portulaca confertifolia är en portlakväxtart som beskrevs av Lucien Leon Hauman. Portulaca confertifolia ingår i släktet portlaker, och familjen portlakväxter. Utöver nominatformen finns också underarten P. c. cordobensis.